# Open klinker
Een open klinker is een klinker waarvan de articulatie wordt gekenmerkt door het feit dat de tong zo veel mogelijk op de mondbodem ligt, ofwel zover mogelijk van het verhemelte verwijderd. Tegelijkertijd is de mond bij het articuleren wijd geopend.
Open klinkers worden vanwege deze specifieke positie van de tong ook wel "lage" klinkers genoemd, in tegenstelling tot de "hoge" ofwel meer gesloten klinkers. De benaming "lage klinker" wordt in de fonologie bij uitbreiding ook gebruikt voor halfopen en bijna-open klinkers.
In het Internationaal Fonetisch Alfabet worden de volgende vier open klinkers onderscheiden:
- ongeronde open voorklinker [a]?
- geronde open voorklinker [ɶ]? (Onduidelijk is of er een taal is die deze klinker als foneem onderscheidt van [œ]?)
- ongeronde open achterklinker [ɑ]?
- geronde open achterklinker [ɒ]?